# ケーブルカッター
ケーブルカッター（英: cable cutter）又はケーブルカッタとは、主に銅線ケーブル（電線IV線・SV線・CV線）を切断する為の専用工具である。1970年頃はスイスのフェルコが世界的に有名であったが、現在では国内・海外供に電設工具のアイテムとして各社が色々な方式のカッターを製造・販売をしている。近年では、工具の小型軽量化・軽作業化が求められラチェット式ケーブルカッタ商品が多くなってきている。

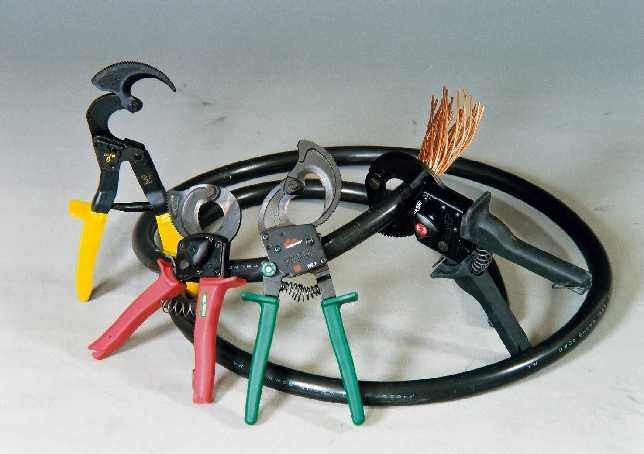
ラチェット式ケーブルカッタ　(株)小林工具製作所

## 概要
ケーブルカッタは、操作回数（レバー比）で分類すると「単式レバー方式・複式レバー方式」「ラチェット式」と分類できる。刃の形状では、「両側アール刃組合せ」「片側アール刃片側直刃組合せ」に大別できる。それぞれのタイプにより操作性およびケーブルの切断面形状に特徴がある。

## 技術項目

### 一回切りケーブルカッタ

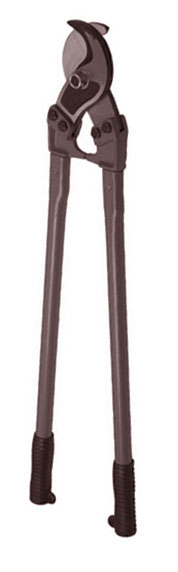
単式レバー方式ケーブルカッタ

1970年ごろの両手持ちタイプのケーブルカッタは、フェルコとHKPの2社が有名であり、園芸用剪定鋏で世界的に有名なフェルコの商品は、大阪市のカツヤマキカイが輸入総代理店として販売していた。
- フェルコ - スイスの剪定鋏専門メーカ、1945年に発明者のフェリクスにより創設される。

国内のマーベルがフェルコ方式の機構による単式レバー比タイプを、松阪鉄工所が複式レバー比タイプを商品化していた。その後、ジェフコム（DENSAN）もフェルコのタイプを発売している。ラチェット式のケーブルカッタは、ドイツのBAUDAT社が有名であり国産品はまだ無い時代でした。
- マーベルは、1943年創業、ミノル工業の販売会社。
- デンサン（DENSAN）は、1972年設立のジェフコムの電設工具ブランド。

単式レバー比のカッタは、最大容量のケーブルを切断する場合、刃先からケーブルを入れるためにハンドルを大きく広げなければならないので広い作業スペースを必要とし新設時の切断向きである。刃は、「両側アール刃組合せ」となっており、ハンドルはアルミ鍛造品または金型鋳造品（グラビティ鋳造品）となっている。絶縁タイプのカッタのハンドルはグラスファイバー製になっている。その絶縁性能については、公式機関でテストを受けて証明を受けている。
ケーブルの切断面は、より円形状に近い状態であり、その後の作業の皮むき（ストリッパー）や圧着端子取付け時に切断端面を修整する事が少なくてすむ。
複式レバー比のカッタは、ハンドルを大きく広げることなく使用できるが、最大径のケーブルを刃先から入れるために、刃は「片側アール刃片側直刃組合せ」が多い。切断面は、片側の刃が直刃のためケーブル径が大きいほど平坦部が出来やすく、D型端面形状になりやすい。そのため次の作業に移る前に端面形状を円形に修整が必要な場合もある。ハンドル部は、鍛造本体とパイプハンドルの組合せである。絶縁タイプのものは、アルミ鋳造本体とグラスファイバーパイプの組合せとなっている。
両タイプとも全長でほぼ同じ商品を比べてみると、ハンドル握り部に必要な力はほぼ変わらない事がわかる。これは、被切断材のケーブル切断位置と刃の支点との距離が単式レバー方式のほうが短いこと、フェルコ独特の三角形切断と言って被切断材を支点のほうに引き込む様に少しずつケーブル外周から素線を切断して行く事により最大切断荷重を小さくできる事による。
これら歴史のある商品も発売以来一見何も変わっていない様にみえるが、刃の加工についても加工する部分の面積を減らす工夫がなされたり、発売当初は不明であったがその後研究の結果、機能上必要でないと判明した部品をなくしたり、また部品の専用設計品から市販品への変更によるコストダウンの努力が続けられている。
切断対象材は、主に銅より線・アルミより線であるが、鋼材の開発によりシリーズとして亜鉛めっき鋼より線の支持線も同時に切断可能商品も近年発売されている（MARVEL）。

### ラチェット式ケーブルカッタ
国内のラチェット式片手持ちケーブルカッタの普及は、カクタス（CACTAS）がドイツのライネル・ロムメルが発明した日本特許登録 第1195140号（出願1979年、登録1984年）のカッタをCACTASブランドで国内販売したのが始まりであり、配電盤内作業等でラチェット式の小型でも切断容量の大きいケーブルカッタとして注目を集めていく事になった。その後、小林工具製作所が特許登録 第2543706号 を1987年出願1996年登録、特許登録 第2761862号を1998年登録して国内外他社にOEMで供給、商品化している。
他にラチェット式ケーブルカッタでは、日本国特許庁にドイツのフリードリッヒ－ギユンタ・ラウクス、ステファン・ラウクスらによる特許登録 第2080713号（出願1985年、登録1996年）がある。
近年は、国内でもラチェット式ケーブルカッタにMARVEL・DENSANと各社参入するようになったがOEM品である。海外市場も片手持ちの商品は、同一品でブランドが異なる場合が多く、特許有効期限が過ぎた今ではその関係を整理する事は困難な状況である。
- カクタスは、2001年設立、日油技研工業株式会社の完全子会社である。

ラチェット式の両手持ちカッタは、海外のBAUDAT・HKP・Greenleeが特に有名である。
HKPが複雑な方式に対し、Greenleeは非常にシンプルなタイプの機構品もある。